# WTA Ningbo
Das WTA Ningbo ist ein Tennisturnier der WTA Tour, das in Ningbo ausgetragen wird. Veranstaltungsort des Turniers ist das Ningbo (Yinzhou) Tennis Center.

## Geschichte
Offizielle Namen der Turniere bis heute:
- 2023–: Ningbo Open

## Siegerliste

### Einzel
| Jahr               | Siegerin         | Finalgegnerin   | Ergebnis      |
| ------------------ | ---------------- | --------------- | ------------- |
| ↓ Kategorie: 250 ↓ |                  |                 |               |
| 2023               | Ons Jabeur       | Diana Schneider | 6:2, 6:1      |
| ↓ Kategorie: 500 ↓ |                  |                 |               |
| 2024               | Darja Kassatkina | Mirra Andrejewa | 6:0, 4:6, 6:4 |

### Doppel
| Jahr               | Siegerinnen                     | Finalgegnerinnen                     | Ergebnis       |
| ------------------ | ------------------------------- | ------------------------------------ | -------------- |
| ↓ Kategorie: 250 ↓ |                                 |                                      |                |
| 2023               | Laura Siegemund Wera Swonarjowa | Guo Hanyu Jiang Xinyu                | 4:6, 6:3, 10:5 |
| ↓ Kategorie: 500 ↓ |                                 |                                      |                |
| 2024               | Demi Schuurs Yuan Yue           | Nicole Melichar-Martinez Ellen Perez | 6:3, 6:3       |